# Aleksiej Taranienko
Aleksiej Gieorgijewicz Taranienko (ros. Алексей Георгиевич Тараненко, ur. 1900 w guberni carycyńskiej (obecnie obwód wołgogradzki), zm. 1960 w Ułan Ude) – radziecki polityk, I sekretarz Komi Komitetu Obwodowego WKP(b) (1940-1948), I zastępca przewodniczącego Rady Ministrów Buriacko-Mongolskiej ASRR (1951-1955).
Od grudnia 1917 w SDPRR(b), 1931 odbył służbę w Armii Czerwonej, 1937 ukończył Instytut Czerwonej Profesury, 1938-1939 II sekretarz Ordżonikidzewskiego Krajowego Komitetu WKP(b). Od marca 1940 do 25 grudnia 1948 I sekretarz Komi Komitetu Obwodowego WKP(b), 1948-1950 słuchacz kursów przy KC WKP(b), 1950-1951 inspektor KC WKP(b), od lutego 1951 do 1955 I zastępca, następnie do śmierci zastępca przewodniczącego Rady Ministrów Buriacko-Mongolskiej ASRR.

## Odznaczenia
- Order Lenina (dwukrotnie)
- Order Czerwonego Sztandaru Pracy (16 marca 1940)
- Order Wojny Ojczyźnianej I klasy